# Dominic Adiyiah
Dominic Adiyiah (n. 29 noiembrie 1989, Accra, Ghana) este un fotbalist ghanez, care joacă pentru Milan în Serie A și pentru Echipa națională de fotbal a Ghanei.

## Palmars

### Individual
- Ghana Premier League Most Exciting Player: 2007–08
- Campionatul Mondial de Fotbal sub 20 Balonul de Aur: 2009
- Gheata de Aur Campionatul Mondial de Fotbal sub 20: 2009
- CAF Jucătorul tânăr al anului: 2009 [2]

### Țară
Ghana U-20
- Campionatul Mondial de Fotbal sub 20 Medalia de Aur: 2009
- Campionatul African de Tineret Medalia de Aur: 2009